# سگ برتر
سگ برتر (به انگلیسی: Top Dog) یک فیلم کمدی، اکشن و پلیسی آمریکایی محصول سال ۱۹۹۵ به کارگردانی آرون نوریس با بازی چاک نوریس می‌باشد. این فیلم به دلیل شباهت زیاد با فیلم‌های کی-۹ و ترنر و هوک مورد انتقاد قرار گرفت.